# Grete Kubitschek
Grete Kubitschek, född 1903, var en österrikisk konståkerska som deltog i tävlingsklassen singel damer vid Olympiska spelet i Sankt Moritz 1928, där hon placerade sig på 17:e plats.